# Élection partielle d'Ynys Môn de 2013
L'élection partielle d'Ynys Môn de 2013 se déroule le 1er août 2013. Elle est organisée à la suite de la démission de Ieuan Wyn Jones, membre de l'Assemblée nationale du pays de Galles pour la circonscription d'Ynys Môn.
Rhun ap Iorwerth, candidat du parti indépendantiste Plaid Cymru, est élu avec près de 60 % des suffrages exprimés. Le siège d'Ynys Môn ne change donc pas de couleur. L'élection est marquée par la percée du Parti pour l'indépendance du Royaume-Uni (UKIP), dont le candidat, Nathan Gill, rassemble près de 15 % des voix.

## Contexte
Ynys Môn est l'une des 40 circonscriptions électorales de l'Assemblée nationale du pays de Galles. Elle s'étend sur la totalité de l'île d'Anglesey, dans le nord-ouest du pays de Galles. Ses limites sont donc identiques à celles de la circonscription parlementaire d'Ynys Môn, utilisée pour les élections à la Chambre des communes. 

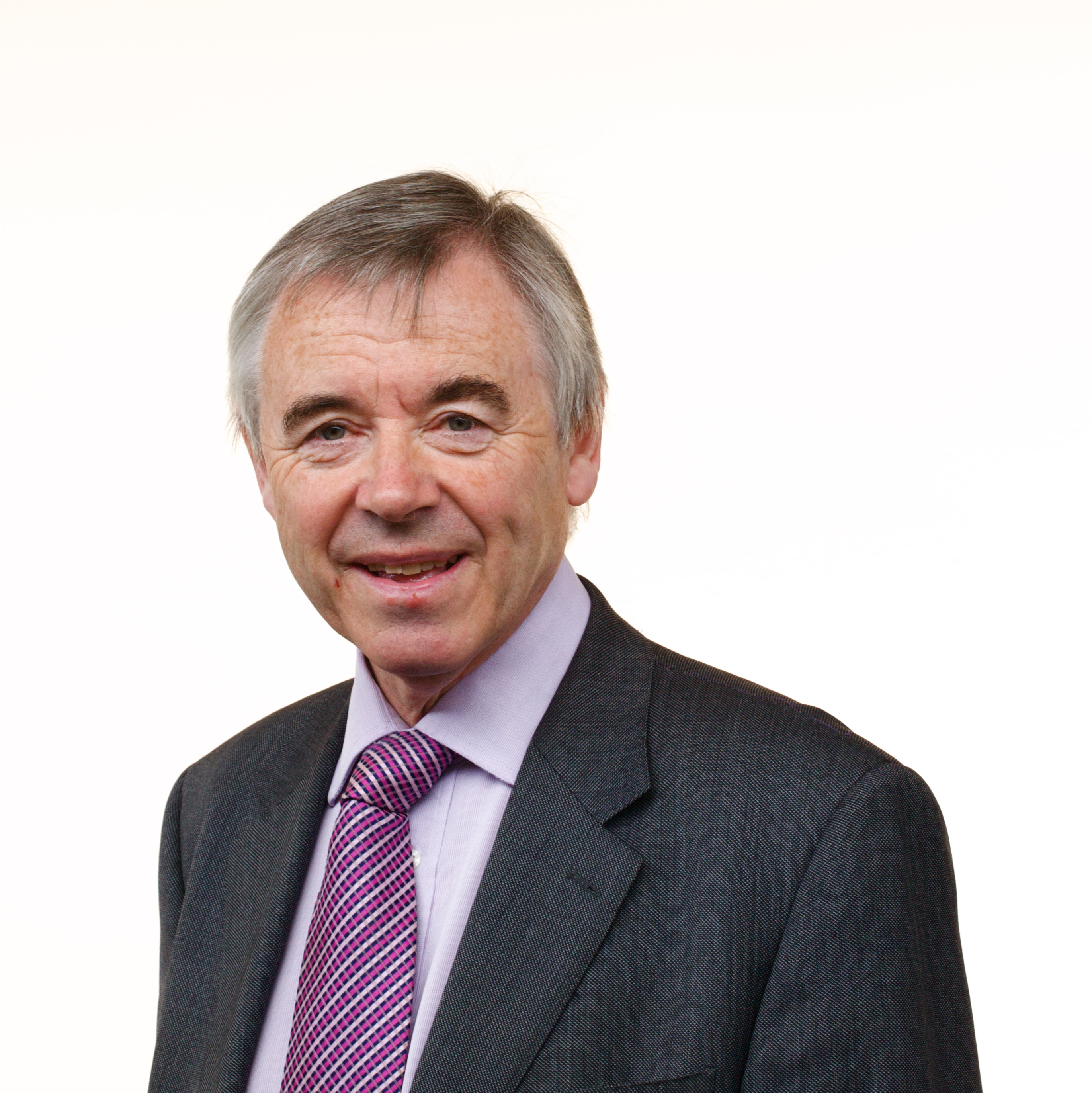
Portrait officiel de Ieuan Wyn Jones en 2011.

Ieuan Wyn Jones est l'une des figures majeures du parti indépendantiste Plaid Cymru. Il représente la circonscription d'Ynys Môn à la Chambre des communes de 1987 à 2001. Après la création de l'Assemblée du pays de Galles, en 1999, il est également élu pour représenter la circonscription galloise homonyme. Il démissionne de son siège à Westminster en 2001 pour se concentrer sur les affaires de l'Assemblée galloise. De 2000 à 2012, il est également à la tête du Plaid Cymru. C'est en cette qualité qu'il négocie avec le Parti travailliste gallois sa participation à la coalition One Wales (en) qui dirige le pays de Galles de 2007 à 2011. Au sein de ce gouvernement de coalition, Jones occupe le poste de vice-premier ministre aux côtés des travaillistes Rhodri Morgan, puis Carwyn Jones.
Jones annonce le 18 juin 2013 sa démission de l'Assemblée du pays de Galles afin d'assurer la direction du Menai Science Park, un nouveau parc scientifique établi sur l'île d'Anglesey. En accord avec les termes du Government of Wales Act 2006, une élection partielle doit être organisée pour le remplacer dans les trois mois qui suivent la vacance de son siège. La présidente de l'Assemblée, Rosemary Butler, annonce que la date du scrutin est fixée au 1er août.

## Candidats
Le dépôt des candidatures est clos le 5 juillet 2013. Six candidats se présentent. Ils représentent les quatre partis ayant déjà disputé les élections de 2013 dans la circonscription (Plaid Cymru, conservateurs, travaillistes et libéraux-démocrates), ainsi que le Parti pour l'indépendance du Royaume-Uni (UKIP) et le Parti travailliste socialiste.
L'investiture du Plaid Cymru est sollicitée par plusieurs candidats, parmi lesquels Heledd Fychan (en), qui s'est déjà présentée à plusieurs élections sous l'étiquette du parti, Ann Griffith, qui représente le parti au conseil de comté d'Anglesey, et le présentateur de télévision Rhun ap Iorwerth, qui travaille pour BBC Cymru Wales depuis 1994. Ap Iorwerth est sélectionné par le comité exécutif du parti le 27 juin.
Le Parti travailliste gallois détient exactement la moitié des sièges de l'Assemblée au moment de la démission de Jones, 30 sur 60. Une victoire à l'élection partielle offrirait donc au parti la majorité absolue. Entre les quatre candidats sélectionnés par le parti, les membres locaux optent pour Tal Michael, ancien directeur général de la North Wales Police (en), qui a déjà représenté les travaillistes l'année précédente, lors des premières élections des police and crime commissionners (en) d'Angleterre et du pays de Galles,.
Deux partis choisissent de faire appel à des candidats ayant disputé les dernières élections du conseil de comté d'Anglesey, le 2 mai 2013. Le Parti pour l'indépendance du Royaume-Uni (UKIP) sélectionne l'homme d'affaires Nathan Gill, tandis que les Conservateurs gallois choisissent un membre de l'Église au pays de Galles comme candidat en la personne du révérend Neil Fairlamb, recteur de Beaumaris.
Steve Churchman, membre du conseil de comté du Gwynedd, est choisi par les Libéraux-démocrates gallois à la suite d'un vote organisé parmi les membres du parti dans la circonscription. La sixième et dernière candidate est Kathrine Jones, qui représente le petit Parti travailliste socialiste.

## Résultats
Rhun ap Iorweth remporte l'élection avec 58 % des suffrages exprimés. Le siège d'Ynys Môn reste donc aux mains du Plaid Cymru, avec une majorité accrue de 30 points. Tal Michael arrive second avec 16 %, talonné par Nathan Gill (moins de 400 voix les séparent). C'est la meilleure performance enregistrée par un candidat UKIP jusqu'alors. La percée de ce parti se fait majoritairement au détriment des conservateurs, qui perdent près de 20 points par rapport à l'élection précédente,
|               | Rhun ap Iorwerth                  | Plaid Cymru                   | 12 601 | 58,2 | 16,8 |  |  |
|               | Tal Michael                       | Parti travailliste            | 3 435  | 15,9 | 10,3 |  |  |
|               | Nathan Gill                       | UKIP                          | 3 099  | 14,3 | 14,3 |  |  |
|               | Neil Fairlamb                     | Conservateurs                 | 1 843  | 8,5  | 20,7 |  |  |
|               | Kathrine Jones                    | Parti travailliste socialiste | 348    | 1,6  | 1,6  |  |  |
|               | Stephen Churchman                 | Libéraux-démocrates           | 309    | 1,4  | 1,8  |  |  |
|               |                                   |                               |        |      |      |  |  |
| Majorité      | Majorité                          | Majorité                      | 9 166  | 42,3 | 30,1 |  |  |
| Transfert     | Transfert                         | Transfert                     |        |      | 13,6 |  |  |
|               |                                   |                               |        |      |      |  |  |
| Participation | Participation                     | Participation                 | 21 635 | 42,4 | 6,2  |  |  |
|               |                                   |                               |        |      |      |  |  |
|               | Le Plaid Cymru conserve le siège. |                               |        |      |      |  |  |